# Kabupaten Aceh Tengah
Kabupaten Aceh Tengah es una de las Regencias o Municipios (kabupaten) localizado en la provincia de Aceh en Indonesia. El gobierno local del kabupaten y la capital se encuentra en la ciudad de Takengon.
El kabupaten de Aceh Tengah comprende una superficie de 4.318 km² y ocupa parte del norte de la isla de Sumatra . La población se estima en unos 170.766 habitantes.
El kabupaten se divide a su vez en 14 Kecamatan, 2 Kelurahan y 266 Desa.

## Enlaces
- Official website (en indonesio)

- Datos: Q5675
- Multimedia: Central Aceh Regency / Q5675